# Idiocera bipilata
Idiocera bipilata är en tvåvingeart som först beskrevs av Alexander 1957.  Idiocera bipilata ingår i släktet Idiocera och familjen småharkrankar. Inga underarter finns listade i Catalogue of Life.